# Jerry Martin
Jerry Lindsey Martin (nacido el 11 de mayo de 1949) es un ex beisbolista profesional estadounidense que jugaba como jardinero. Pasó 11 años en las Grandes Ligas de Béisbol (MLB). El 17 de noviembre de 1983, Martin y sus compañeros de equipo de los Kansas City Royals, Willie Aikens y Willie Wilson, recibieron sentencias de tres meses de prisión por cargos menores de intento de posesión de cocaína. Fueron los primeros jugadores activos de las Grandes Ligas en cumplir tiempo en la cárcel. 

## Baloncesto en Furman University Paladins
Martin nació en Columbia, Carolina del Sur, y asistió a Olympia High School. Luego estudió en Furman University en Greenville, donde destacó en baloncesto y fue nombrado el Jugador Más Valioso del Torneo de la Southern Conference en 1971, después de liderar a los Furman Paladins a su primer campeonato de conferencia.

## Philadelphia Phillies
A pesar de su habilidad en el baloncesto, decidió seguir los pasos de su padre, Barney Martin, quien fue lanzador en las Grandes Ligas con los Cincinnati Reds, y su hermano menor, Michael, un lanzador zurdo seleccionado en la quinta posición general del Draft de la MLB 1970 por los Philadelphia Phillies. Un año después, Jerry firmó con el club como agente libre amateur. Aunque pasó tres temporadas juntos en la misma organización, los hermanos nunca fueron compañeros de equipo.
Martin ganó el premio MVP de la Western Carolinas League en 1972, cuando bateó para .316 con 12 jonrones y 112 RBIs para los Spartanburg Phillies. En cuatro temporadas en el sistema de ligas menores de los Phillies, Martin bateó para .303 con 43 jonrones y 290 RBIs, lo que le valió un llamado en septiembre a las mayores en 1974. En su debut en Grandes Ligas el 7 de septiembre como reemplazo defensivo en las últimas entradas por Greg Luzinski, Martin no registró un turno al bate. Cuando tuvo su primer turno al bate dos días después, impulsó a Luzinski con la primera carrera en la victoria 2-0 de los Phillies sobre los St. Louis Cardinals.

## Kansas City Royals
En los Kansas City Royals, Martin fue movido al jardín derecho. Comenzó fuerte en 1982, bateando para .304 con cinco jonrones y 25 RBIs en mayo. Terminó la temporada con un promedio de bateo de .266, 15 jonrones y 65 RBIs, lo que marcó una mejora significativa respecto a la temporada anterior.
Hacia el final de la temporada 1983, Martin y varios de sus compañeros fueron investigados por el fiscal Jim Marquez en una investigación federal de cocaína. En noviembre de 1983, Martin, Willie Aikens y Willie Wilson se declararon culpables de intentar comprar cocaína.